# Litea Könyvesbolt és Teázó

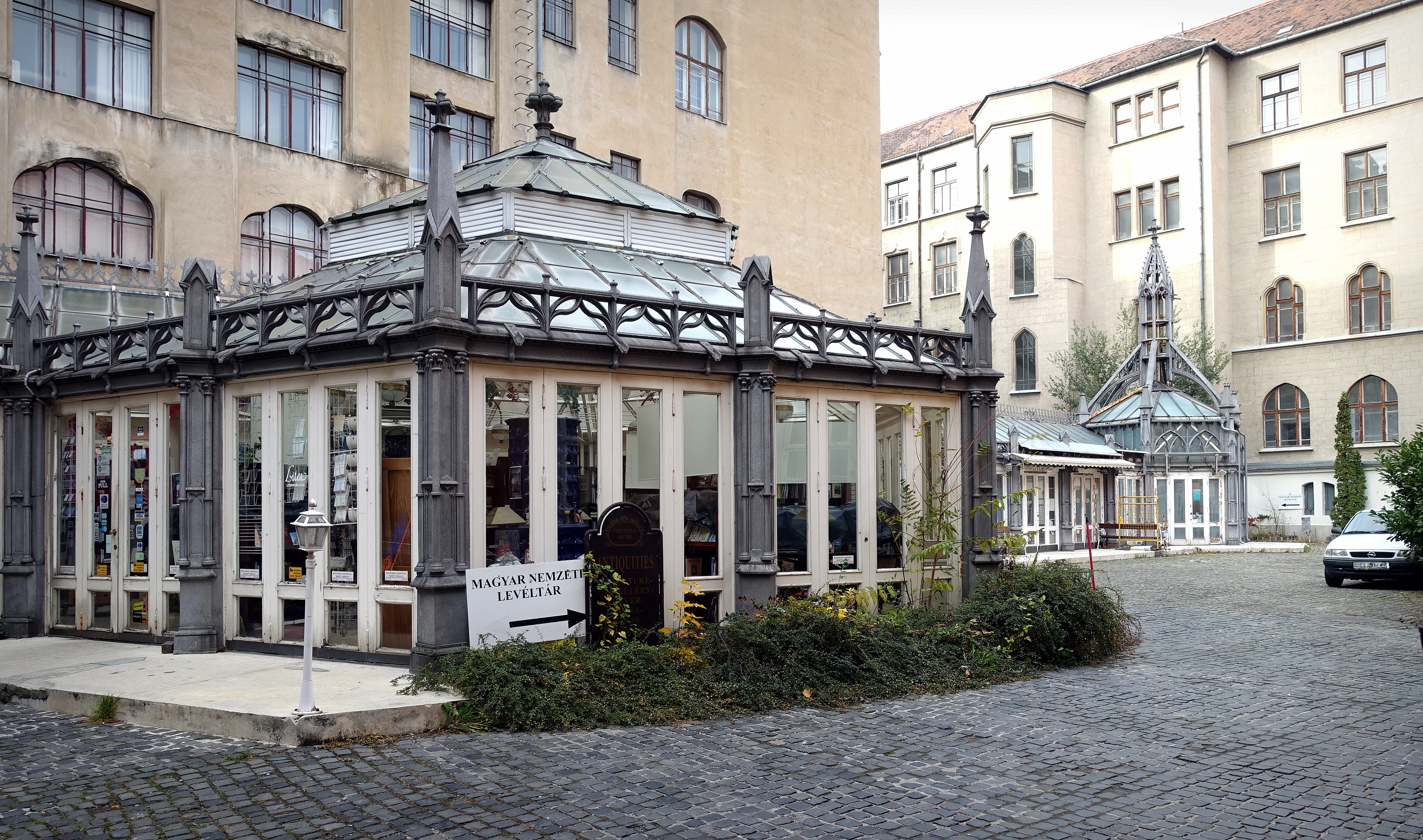
A Litea Könyvesbolt és Teázó pár nappal a bezárás előtt.

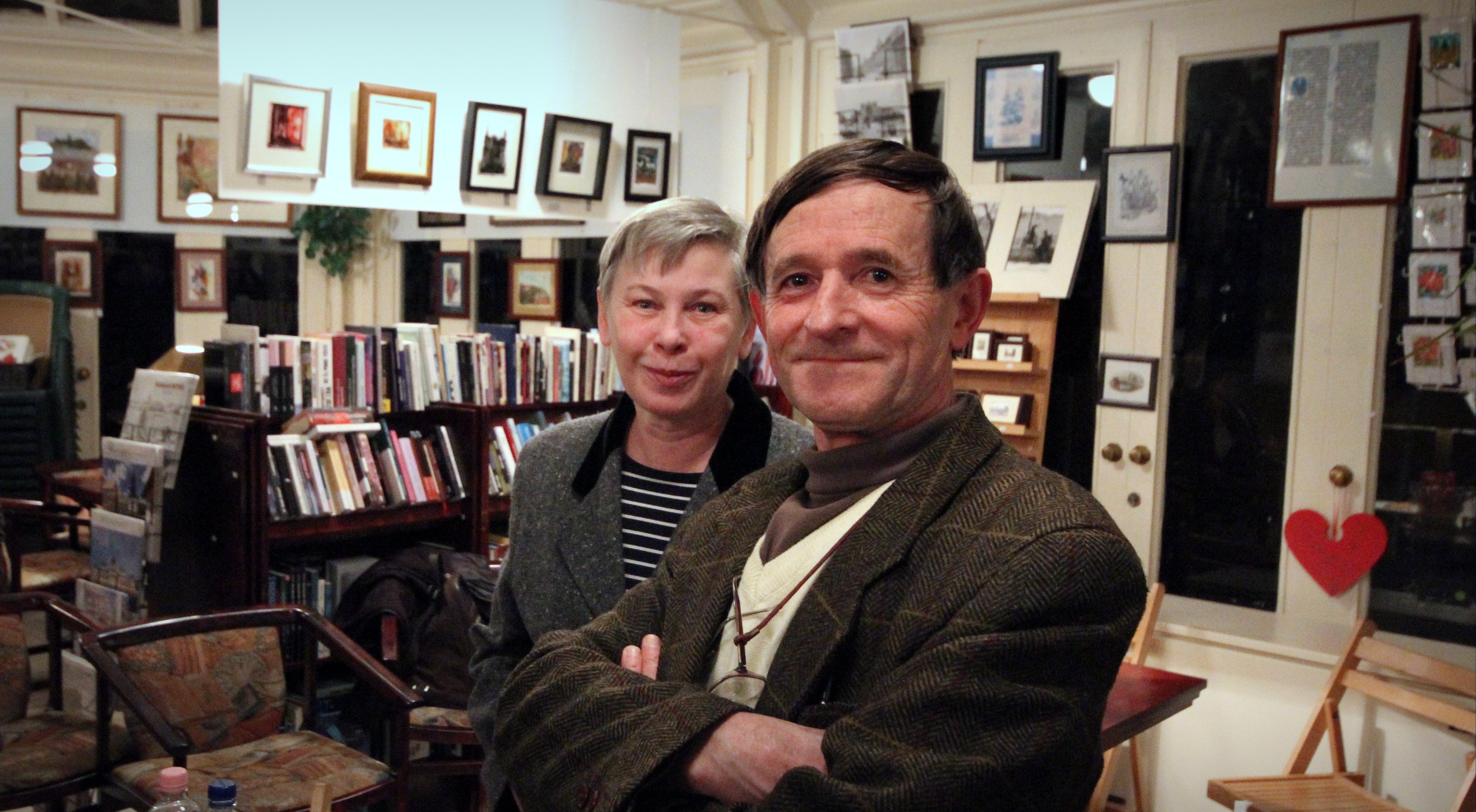
Esti könyvbemutató a Liteában. A képen Móser Zoltán és Kerny Terézia.

A Litea egykori könyvesbolt a Budai Várban, a Fortuna udvarban. (Budapest I. kerület, Hess András tér 4.)
A Fortuna udvar nyolcszögletű üvegpavilonja a hét minden napján nemcsak könyvekkel, hanem süteményekkel és kávéval is csalogatta az ide belátogató helyi érdeklődőket és turistákat egyaránt.
A számos irodalmi összejövetelnek is helyt adó bolt vezetője, egyben tulajdonosa Bakó Annamária a rendszerváltástól kezdve, 27 éven át vezette azt, mely a Budai Várat érintő felújítási és fejlesztési munkálatok következményeként 2017. októberében végleg bezárt.